# Ptygmatophora
Ptygmatophora là một chi bướm đêm thuộc họ Geometridae.